# Saint-Michel-sur-Savasse
Saint-Michel-sur-Savasse ist eine französische Gemeinde mit 567 Einwohnern (Stand: 1. Januar 2022) im Département Drôme in der Region Auvergne-Rhône-Alpes (vor 2016 Rhône-Alpes); sie gehört zum Arrondissement Valence und zum Kanton Drôme des collines. Die Einwohner werden Saint-Michellois genannt.

## Geographie
Saint-Michel-sur-Savasse liegt an der Savasse, etwa 34 Kilometer nordöstlich von Valence. Umgeben wird Saint-Michel-sur-Savasse von den Nachbargemeinden Saint-Laurent-d’Onay im Nordwesten und Norden, Montmiral im Osten, Parnans im Südosten, Châtillon-Saint-Jean im Süden, Geyssans im Südwesten und Westen sowie Le Chalon im Westen.

## Bevölkerungsentwicklung
| Jahr                       | 1911 | 1962 | 1968 | 1975 | 1982 | 1990 | 1999 | 2006 | 2019 |
| -------------------------- | ---- | ---- | ---- | ---- | ---- | ---- | ---- | ---- | ---- |
| Einwohner                  | 525  | 346  | 319  | 330  | 325  | 343  | 406  | 492  | 566  |
| Quellen: Cassini und INSEE |      |      |      |      |      |      |      |      |      |

## Sehenswürdigkeiten
- Kirche Saint-Michel aus dem 12. Jahrhundert

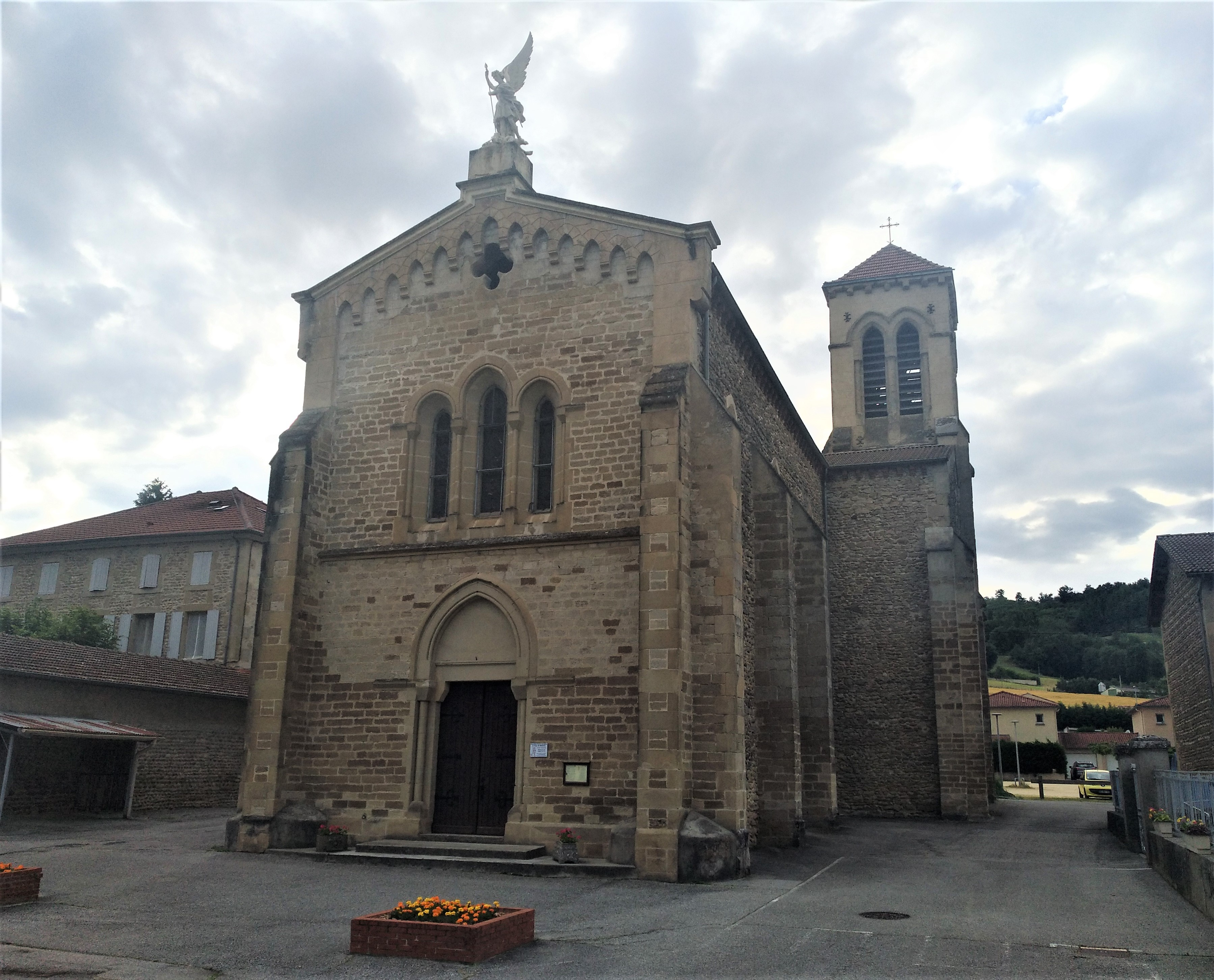
Kirche Saint-Michel
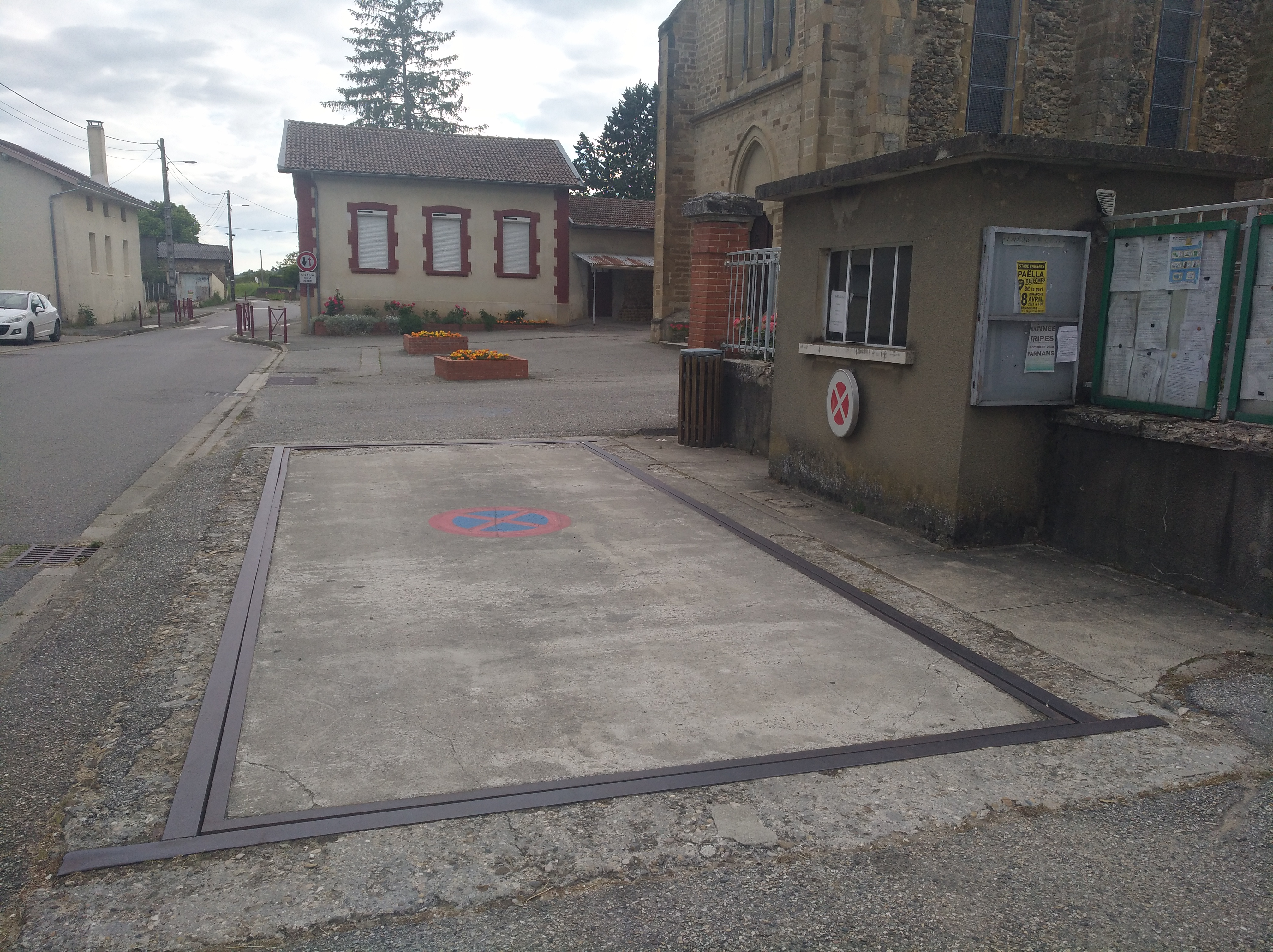
Öffentliche Waage
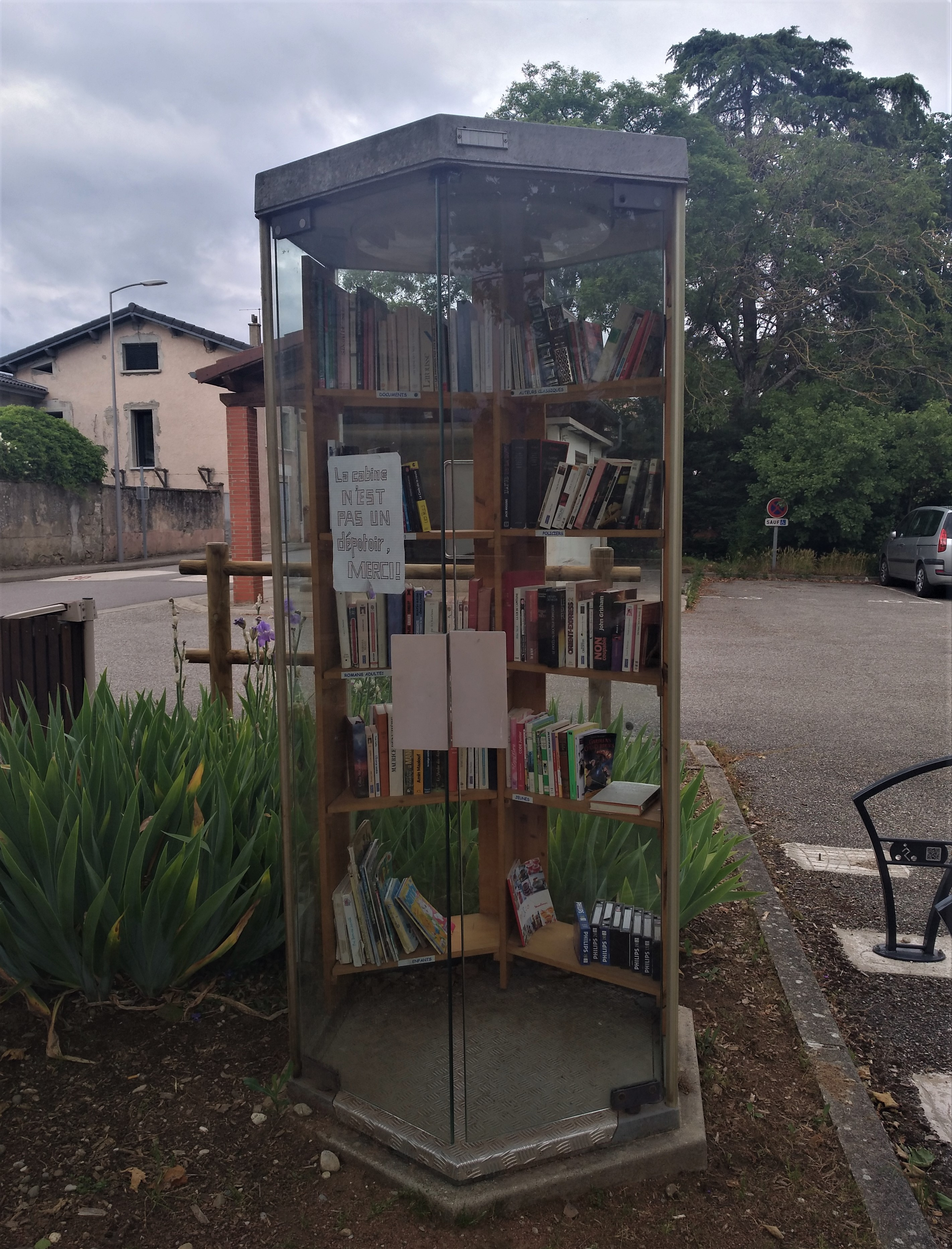
Öffentlicher Bücherschrank